# Makszim Sztanyiszlavovics Likszutov
Makszim Sztanyiszlavovics Likszutov (oroszul: Максим Станиславович Ликсутов; Loksa, 1976. július 19. –) Moszkva városának polgármester-helyettese, valamint a város közlekedésének és közúti közlekedési infrastruktúrájának fejlesztésével foglalkozott. Üzletember, multimilliomos.
2013-ban a Forbes magazin leggazdagabb orosz üzletembereket felsorakoztató ranglistáján a 157. helyet foglalta el 650.000.000 $-os vagyonával.

## Fiatal évei és tanulmányai
1976. június 19-én született az észtországi Loksa városában.
Szülei fiatal korában a Tulai területre utaztak a jobb megélhetés és munka reményében. Likszutov 1998 óta Moszkvában él, családja, szülei, felesége és gyermekei is itt telepedtek le. Lánytestvére Tallinnban maradt.
2007-ben diplomázott az Orosz Tudományos Akadémia Közgazdaságtudományi karán "Pénzügy és Hitel"; majd 2012 - a Nemzetközi Jogi Intézet speciális "Management szervezetek" szakán.
Likszutov folyékonyan beszél angolul, észtül és a svédül.

## Üzleti tevékenysége Észtországban
Likszutov vállalkozói pályafutását Észtországban kezdte el, de már fiatalon ismertté vált, mint tehetséges úszó, sportoló.
Itt Likszutov és a lakótársa, a szintén üzletember Szergej Glinka, szénüzletbe kezdtek.(Kuzbass szenet kínáltak, illetve annak átrakodásával foglalkoztak). Glinka 10 évvel idősebb volt és nagyobb tapasztalattal rendelkezett a szénipar területén, azonban Likszutov kiváló vezetői képességei, tanulékonysága korán mutatkozott. Üzleti partnerük lett Rustam Aksenenko, az Oroszországi Föderáció Vasútért felelős miniszterének, Nikolai Aksenenkonak a fia.
2005-ben Likszutov Észt állampolgárságot kapott a helyi gazdaság fejlődésének elősegítése okán.
2007 áprilisában Likszutov lebontatta a szovjet katonáknak emelt emlékművet Tallinn központjában, ami általános felháborodást keltett, a felső réteg köreiben is, ezt hűtlenségnek titulálva. 2007 májusától Likszutov Észtországi üzlete komoly problémákkal küzdött és ekkor úgy döntött áthelyezi székhelyét Moszkvába. Ezalatt Észtországban maradt szén-terminálja és olasz étterme.(Melyet később felesége igazgat.)

## Oroszországi üzletei
1999 óta töltött be vezető pozíciókat orosz közlekedési vállalatoknál. Tagja volta JSC Freight One és a JSC TransContainer igazgatóságának. 2001-2011 között Likszutov volt az igazgatóság elnöke a TransGroupnál. 2003-2011 között tagja volt a ZAO Transmashholding igazgatóságának is.
Ő volt a vezetője a JSC Worldwide Invest AS-nek valamint az ITC UNITRANS elnöke.
2009-2010 között Likszutov volt a főigazgatója az LLC Aeroexpressnek. (A társaságból 25%-os részesedése volt.)
Likszutov Észtországi tartózkodása alatt megálmodott egy olyan regionális gyorsvasúti hálózatot, mely kényelmes és teljes körű szolgáltatást nyújt. Ezt az álmot azonban csak Oroszországban tudta megvalósítani egy 5 éves projekt keretein belül. Karrierjének fordulópontját Vlagyimir Putyinnal való találkozása hozta meg 2011. március 28-án. Ezen a napon a miniszterelnök Szergej Sobyanin, Vlagyimir Yakunin és Likszutov fél óra leforgása alatt tette meg a Seremetyevo Repülőtér-Belorussky vasútállomás közti utat ezzel a gyors expressz járattal, melyet mindannyian pozitívan értékelték hiszen igen sok időt lehet megtakarítani vele, szemben a gépjárművel való utazással. Az őket kísérő újságírók megjegyezték, hogy Putyin elégedetten ült az ablaknál Yakunin és Likszutov terveit és kilátásait hallgatva az Aeroexpress jövőbeli fejlesztésével kapcsolatban. A kormányfő pozitív kritikája illetve a pozitív benyomás igencsak fellendítette Likszutov karrierjét.

## A moszkvai kormányban
Egy hónappal Putyinnal való találkozása után, 2011. április 29-én Likszutovot nevezték ki a Közlekedési és Közúti közlekedési infrastruktúra fejlesztéséért felelős polgármester/miniszter tanácsadójának, Moszkva városában.
2011. December 6-án Moszkva város polgármestere Szergej Sobyanin kinevezte a Közlekedési Minisztérium és Közúti közlekedési infrastruktúra fejlesztéséért felelős szektor vezetőjének (polgármester-helyettes). N. Lyamov irányítása alatt dolgozott. Moszkva polgármesterének meggyőződése volt, hogy az üzleti életben szerzett tudását kellőképpen tudja kamatoztatni az új poszt betöltésével járó feladatok ellátásánál. Új feladatköre miatt lemondott korábbi vállalkozásairól társai javára. Kiderült, hogy vállalkozásit átadta feleségének, akivel ezt követően el is váltak.
2012. Szeptember 25-én Nicholaj Lyamov váltotta fel polgármester-helyettesi posztjában. Likszutov megtartotta a Közlekedési Minisztériumban vezető posztot kapott és az első legális milliomos volt Oroszországban, aki fontos tisztséget töltött be a kormányban.

## Családi élete
Feleségül vette Tatyjana Likszutovát (1979), és két fia született. Tatyjana ismert észt hostess és modell. 2014 januárjában hivatalosan is bejelentették, hogy elváltak.
2013 szeptemberében Tatyjana Likszutova észt állampolgárságot kapott és a leggazdagabb nők egyike lett 103.600.000 €-os vagyonával. Észtország leggazdagabb embereinek listáján a 12. helyen áll. 2013 júniusában Tatyjana megújította tulajdonjogát a Transgroup Investnél. Több ingatlant és részvényt is kapott a válás során.

## Sport
Likszutovot igencsak érdekli a búvárkodás, fiatal éveiben komoly sikereket ért el benne, háromszoros bajnoka a sportágnak Észtországban (1988, 1989, 1990), megnyerte a Nordic bajnokságot (1990). 1993-ban csapat rekordot állítottak fel (Guinness Rekordok Könyvében szerepel)-úszás 100 kilométeres a medencében.
A Fejlesztésügyi és Közlekedési Minisztérium kiemelt figyelmet fordít a kerékpáros infrastruktúrára.

## Fordítás
- Ez a szócikk részben vagy egészben  a(z)   Ликсутов, Максим Станиславович című orosz Wikipédia-szócikk fordításán alapul.  Az eredeti cikk szerkesztőit annak laptörténete sorolja fel. Ez a jelzés csupán a megfogalmazás eredetét és a szerzői jogokat jelzi, nem szolgál a cikkben szereplő információk forrásmegjelöléseként.